# Rems
El Rems es un río de Baden-Württemberg. Nace a 551 m s.n.m. en el municipio de Essingen, cerca de Aalen, en la región de Ostalbkreis, al pie del Jura de Suabia, y desemboca tras unos 78 km en Neckarrems, en el distrito de Ludwigsburg, a 203 m s.n.m., por la derecha en el Neckar.

## Geografía

### Nacimiento

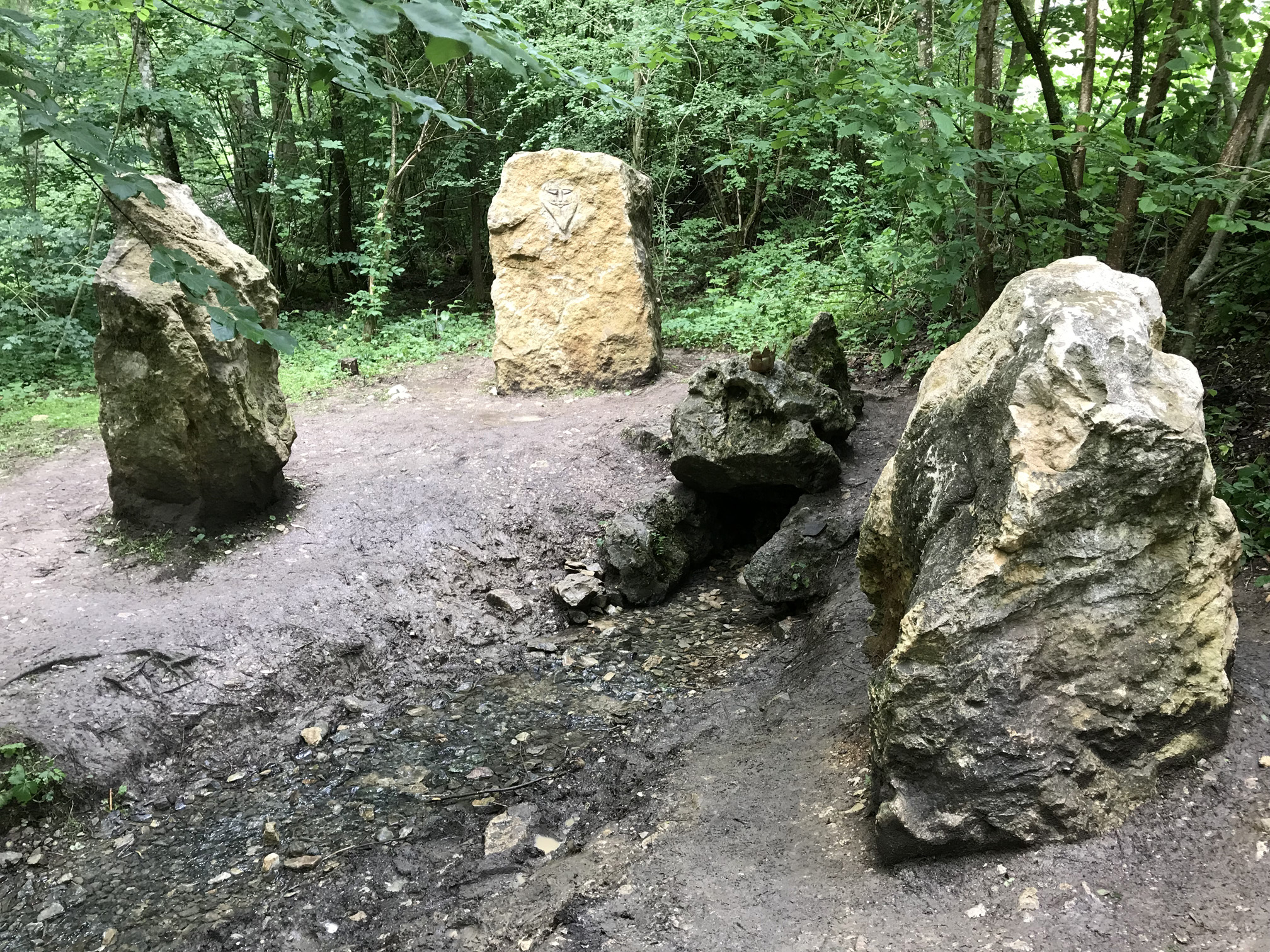
El nacimiento del Rems

El nacimiento del Rems o Remsquelle se encuentra a unos 3 km al suroeste de Essingen, a 551,4 m sobre el nivel del mar, junto a la L 1165 al sur del bosque de montaña Hart. Se trata de un manantial kárstico designado como monumento natural. El Rems brota de una pequeña abertura en la ladera de la montaña. La ruta de senderismo Rem comienza directamente en el manantial.

### Curso

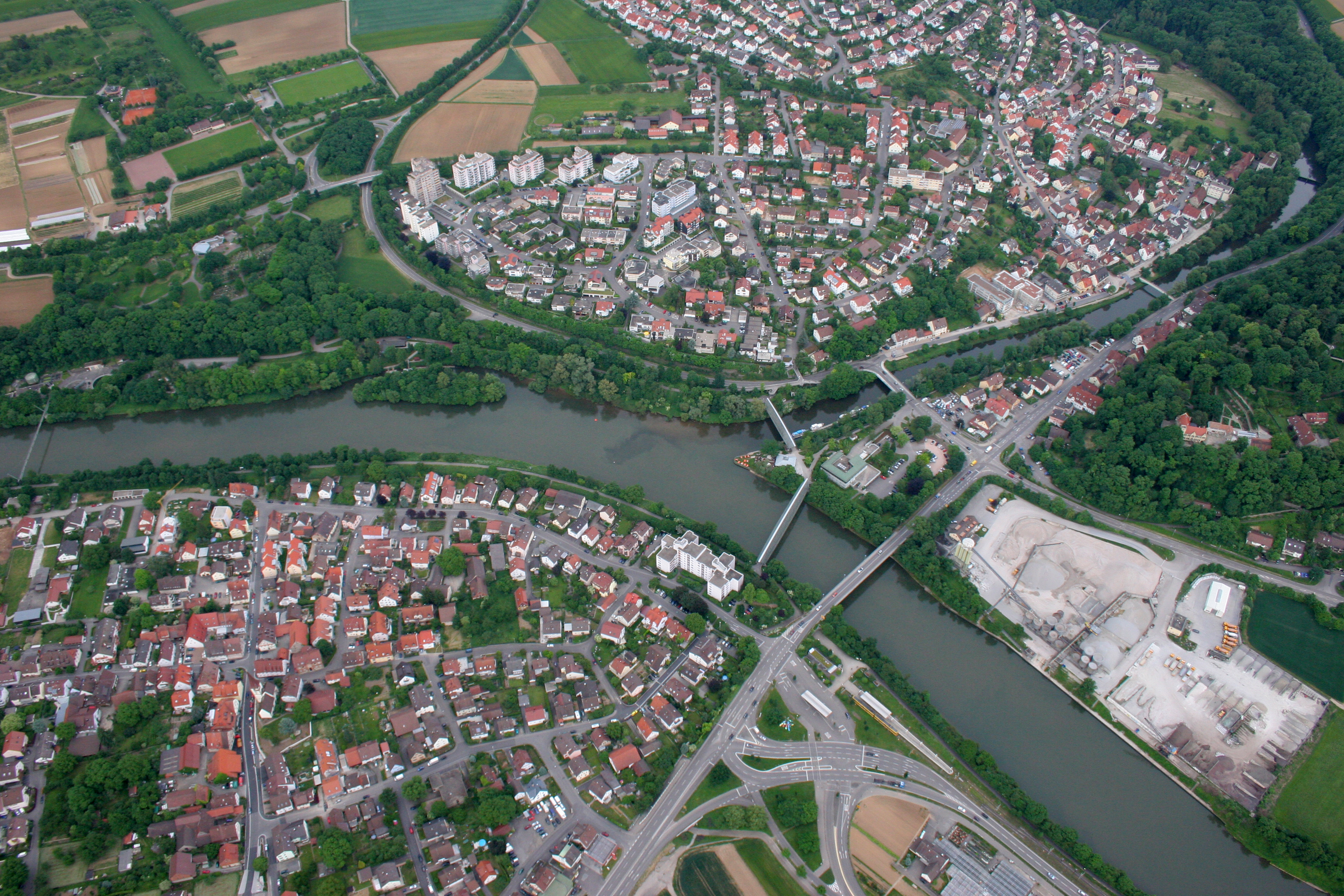
La desembocadura del Rems en el Neckar

Desde su origen cerca de Essingen, el Rems fluye una corta distancia hacia el norte y luego toma la dirección del oeste. Forma un amplio valle y está acompañado por la carretera federal 29 y la Remsbahn, lo que convierte al valle del Rems en un importante eje de tráfico desde Württemberg oriental y las zonas limítrofes de Baviera hasta la aglomeración de Stuttgart. Después de los municipios de Essingen, Mögglingen y Böbingen, el asentamiento se hace más denso y las instalaciones comerciales e industriales también se hacen más numerosas. El Rems llega después a la gran ciudad del distrito de Schwäbisch Gmünd. Después de Lorch, el Rems llega a un punto en Waldhausen, marcado desde 2018 con un monolito de piedra y un círculo de piedras, donde el río ha cubierto la mitad de su recorrido entre el nacimiento y la desembocadura. Esta zona fue rediseñada como el "punto medio del Rems" con vistas a la Remstal Garden Show 2019.
Posteriormente, pasa del Ostalbkreis al distrito de Rems-Murr-Kreis. Después de Plüderhausen y Urbach llega a la gran ciudad del distrito de Schorndorf, donde desemboca el único afluente importante por la derecha, el Wieslauf, que viene del norte desde el bosque de Welzheimer. A partir de aquí, los viñedos se encuentran en las laderas del valle; el valle de Rems es una de las mayores zonas vitivinícolas de Württemberg. A lo largo del río se encuentran Winterbach, Remshalden y la ciudad de Weinstadt, formada por varios pueblos y sede de la Remstalkellerei, la mayor cooperativa de viticultores del Remstal. Además de los viñedos, también hay muchos huertos, sobre todo se cultivan cerezas y manzanas.

Finalmente, el Rems llega a Waiblingen, la sede administrativa del distrito de Rems-Murr. A partir de aquí, el curso y la forma del valle de Rems cambian considerablemente. Mientras que la carretera principal y la vía férrea de Rems siguen recto hacia el oeste en dirección a Stuttgart, la Rems se desvía hacia el noroeste. Desde el suave nivel del Keuper entra en la zona del más duro Muschelkalk, el valle se hace más estrecho y sus laderas más escarpadas. Por debajo de Waiblingen-Neustadt fluye junto a la sede de la fábrica de motosierras Stihl y es atravesado por el viaducto de 239 m de longitud y unos 45 m de altura de la línea ferroviaria Waiblingen-Schwäbisch Hall-Hessental. A continuación, se adentra en la reserva natural de Unteres Remstal con poderosos meandros. Hoy en día, las laderas están en su mayoría cubiertas de bosques; sin embargo, se reconocen en parte restos de muros de terrazas de antiguos viñedos. Las laderas más planas se siguen utilizando para la agricultura. Poco después de entrar en el distrito de Ludwigsburg, el Rems desemboca en el Neckar en Neckarrems.

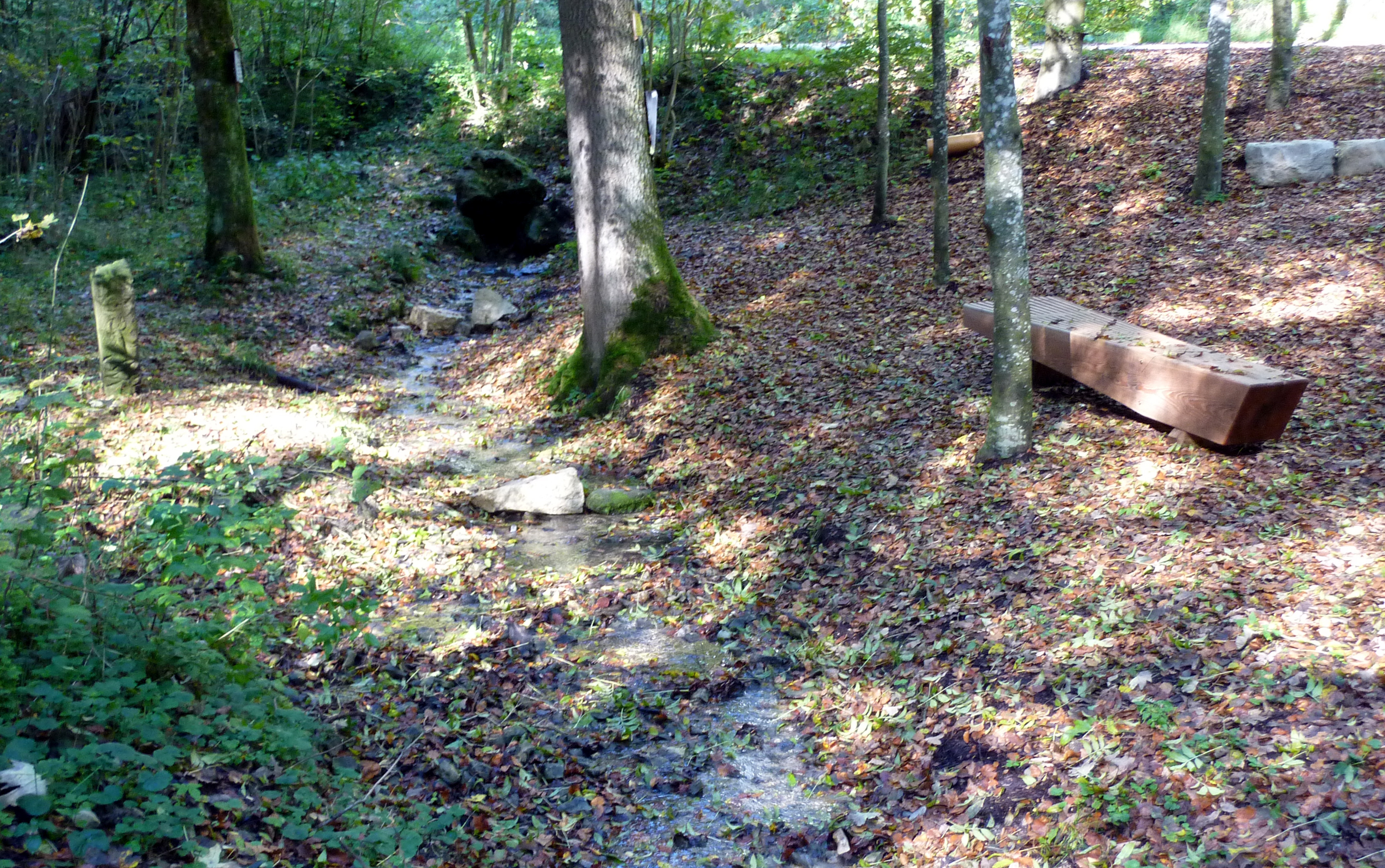
Nacimiento del Rems
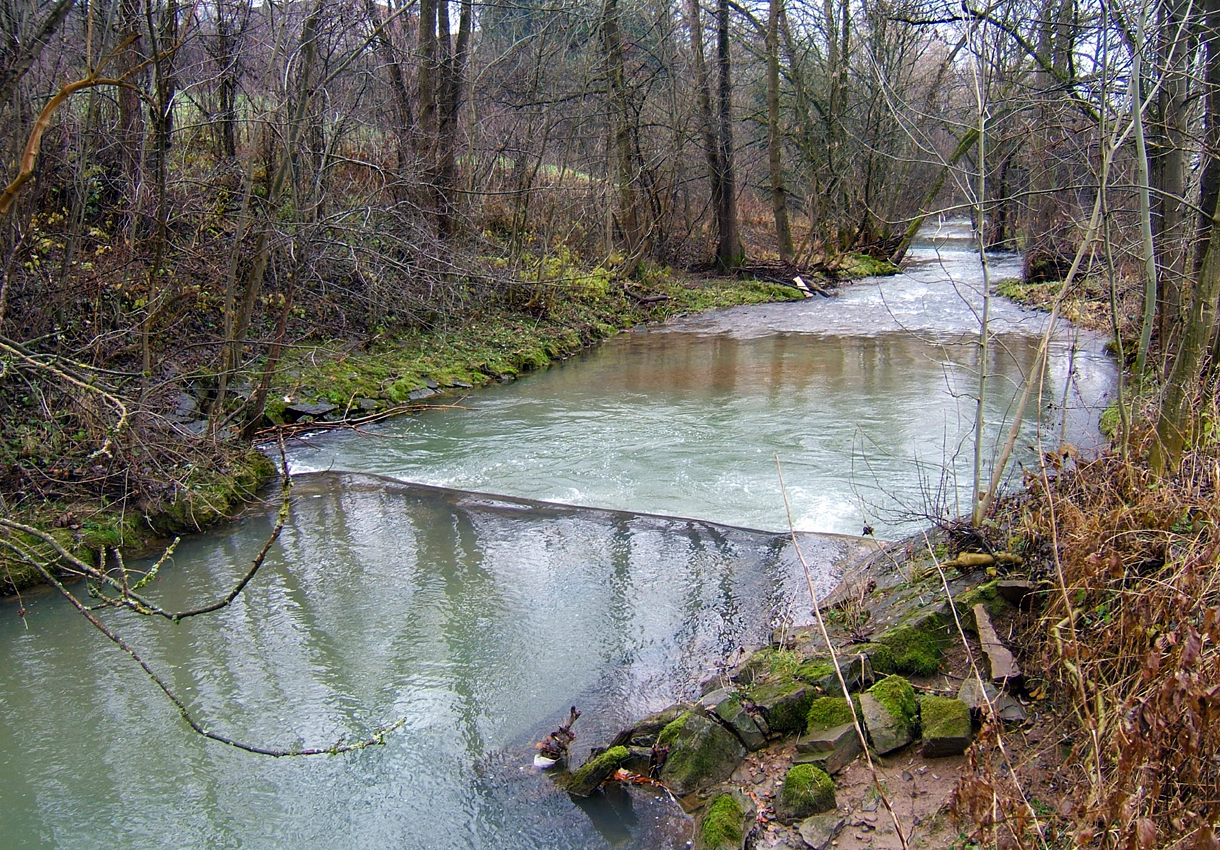
En Schwäbisch Gmünd
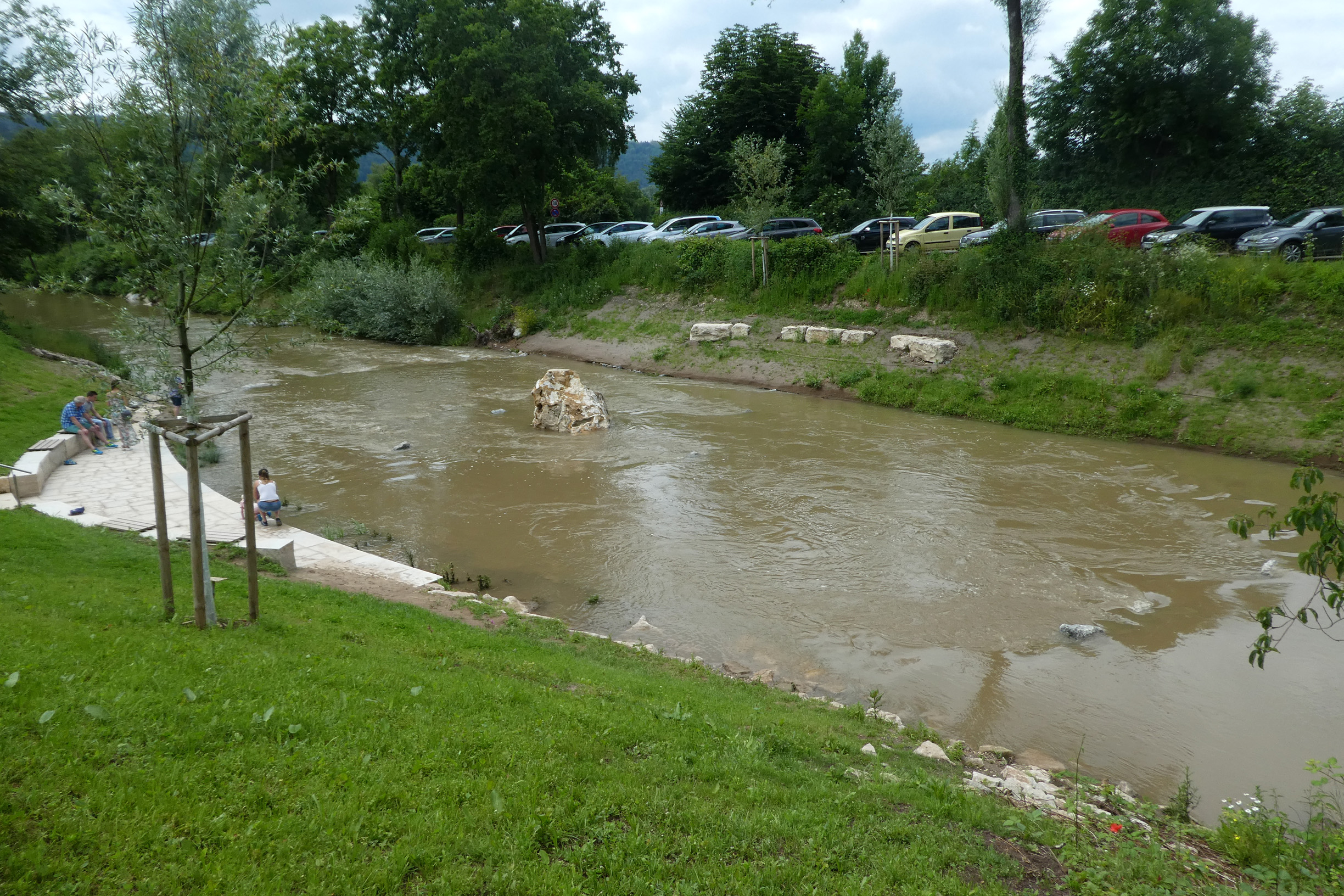
"Remsmittelpunkt" en Waldhausen
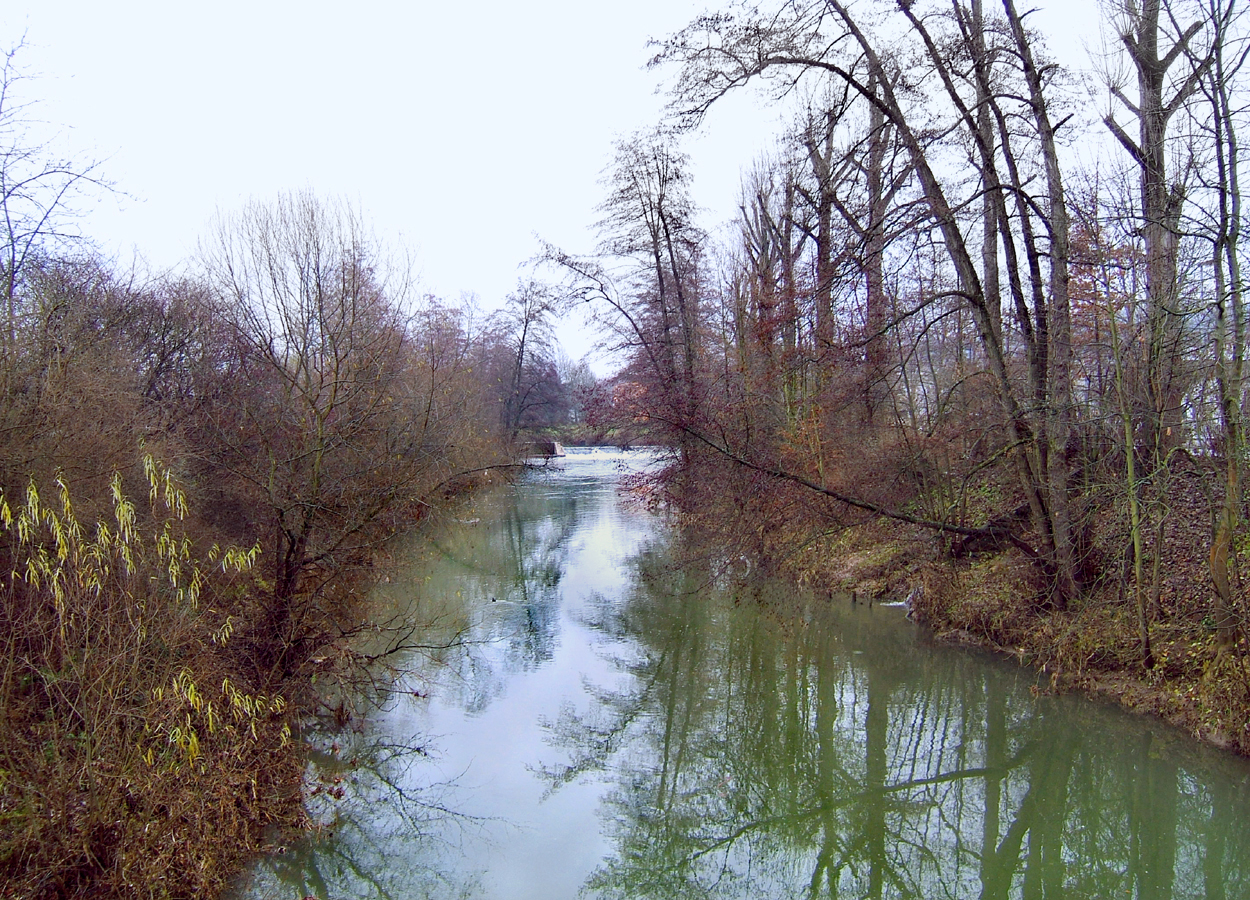
En Remshalden
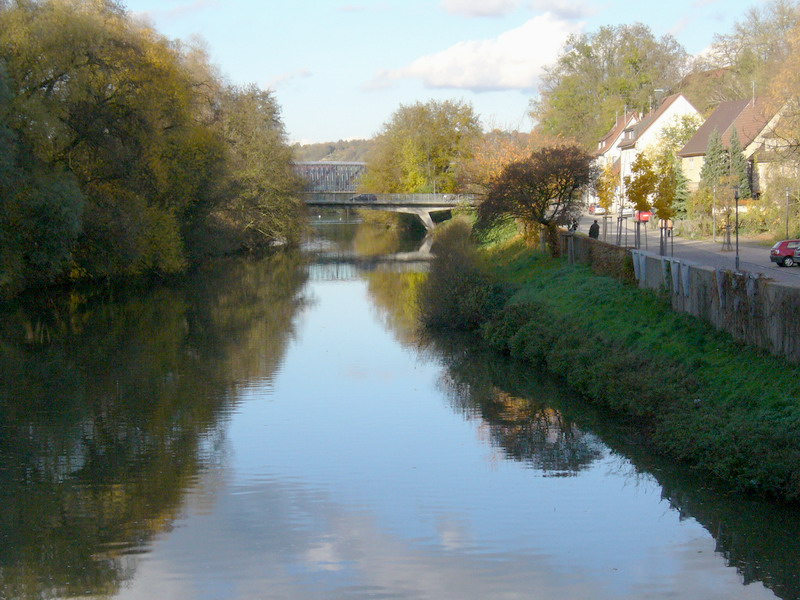
En Neckarrems
Mapa

## Literatura
- "TK25": Mapa topográfico 1:25.000 Baden-Württemberg Norte, en sección de hoja única los mapas n.º 7121 Stuttgart Norte, 7122 Winnenden, 7123 Schorndorf, 7124 Schwäbisch Gmünd Norte, 7125 Mögglingen, 7126 Aalen, 7223 Göppingen, 7224 Schwäbisch Gmünd Sur, 7225 Heubach, 7227 Oberkochen
- Marco Polo Guía De Viajes "Remstal". Ostfildern, 2019. ISBN 978-3829729512.